# NGC 88
NGC 88 je galaksija u zviježđu Feniks.

## Vanjske poveznice
- SEDS: NGC 0088